# Jüdischer Friedhof (Mengede)
Der Jüdische Friedhof Mengede ist ein jüdischer Friedhof in der Stadt Dortmund. Er liegt an der Siegenstraße/Ecke Groppenbrucher Straße im Stadtteil Groppenbruch. 
Der Friedhof wurde ab dem 19. Jahrhundert genutzt und im Jahr 1952 geschlossen. Auf dem 1163 m² großen Gelände befinden sich 20 Grabsteine. Der älteste Stein aus Mengede trägt das Jahr 1912, ein Stein aus Nette wurde auf der Rückseite geschändet. Ein Gedenkstein erinnert an die Überführung von Grabsteinen aus Nette am Ende des Wochenfestes 1960.